# Chypre
Chypre (französisch; ['ʃi:prə]) klassifiziert eine Familie von Parfüms, die aus einer hesperidischen Kopfnote von Zitrusölen wie Bergamotte, Orange, Zitrone oder Neroli, einer blumigen Herznote aus Rosen- und Jasminöl sowie einer warmen, holzig-moosigen Basisnote aus Eichenmoos und Moschus bestehen. Die holzigen Aspekte einer Chypre-Komposition sind häufig durch charakteristische Nebennoten akzentuiert, meistens Patchouliöl, oft aber auch Vetiver oder Sandelholz.

## Geschichtliches
Der Name leitet sich von dem Parfüm Chypre ab, das François Coty 1917 kreierte und nach der Insel Zypern (französisch Chypre) benannte, weil die Duftbausteine darin vorwiegend aus Mittelmeerländern stammten. Chypre wurde oft imitiert und dadurch zum Prototyp einer ganzen Duftfamilie, obwohl verwandte Duftkompositionen während des gesamten 19. Jahrhunderts zu finden waren.

## Duftkonzept
Das Konzept von Chypre-Düften wird getragen vom Kontrast zwischen dem frischen Zitrus-Akkord und dem warm-holzigen Eichenmoos-Fond, wobei Patchouliöl oft auch ein integrales Kompositionselement ist. Der Basisakkord besteht aus:
- Zitruskomplex: Bergamotte, Orange, Zitrone, Limette, Mandarine oder Neroli.
- Holznoten, meistens durch Patchouliöl, aber oft auch durch Vetiver-Öl, Sandelholz oder Labdanum nuanciert.
- Eichenmoos oder unbedenkliches Substitut wie Evernyl (2,4-Dihydroxy-3,6-dimethylbenzoesäuremethylester) oder Orcinyl 3 (3-Methoxy-5-methylphenol).
- Moschusfond aus diversen Moschuskörpern.

Animalische Noten wie Zibet oder Ambra verleihen dem Basisakkord zusätzliche Ausdruckskraft, die Herznote enthält zumeist Rosen- und Jasminöl. Häufig kommen daneben Linalool, Cumarin, Zimtöl, Benzoe, Styrax und Koriander zum Einsatz.
Neben den Chypres gibt es folgende weitere wichtige Duftfamilien: Fougères, Orientals, Gourmands und Florals. Anders als die auf die Herrenparfümerie beschränkten Fougères und die nur bei Damendüften anzutreffenden Florals existieren Chypres gleichermaßen für beide Geschlechter. Charakteristisch für Chypre-Düfte war eine gewisse Bitterkeit im Nachgeruch, die durch Eichenmoos bedingt war. Da Eichenmoos aber allergieauslösend ist, wird nun meist mit unbedenklichen Ersatzstoffen gearbeitet und oft der Anteil an Patchouliöl erhöht.
Angeblich stellte sich nach der Einschränkung der Verwendung von Eichenmoos durch die EU heraus, dass das Allergen das billigere Baummoos war, das zum Strecken des Eichenmooses benutzt wird. Entscheidend ist jedoch der relative Chloratranol-Gehalt; die Anwendung dieses Stoffes in Kosmetika wurde im März 2017 von der EU verboten.

## Unterkategorien der Chypre-Duftfamilie
- Animalische Chypres, wie Cabochard (Grés, 1959).
- Florale Chypres, wie Knowing (Estée Lauder, 1988).
- Fruchtige Chypres, wie Femme (Rochas, 1944) oder Mitsouko (Guerlain, 1919).
- Grüne Chypres, wie Aliage (Estée Lauder, 1972).
- Holzig-aromatische Chypres, wie Aromatics Elixir (Clinique, 1972).
- Ledrig-animalische Chypres, wie Cuir de Russie (Chanel, 1924).
- Frisch-zitrische Chypres, wie CK One (Calvin Klein, 1994).